# Nick Jonas (альбом)
Nick Jonas — второй студийный альбом американского певца и актёра Ника Джонаса, который был выпущен 10 ноября 2014 на лейбле Island Records. Альбом содержит дуэты с Angel Haze, Деми Ловато и Майком Познером. Альбом оказался успешным, попав в топ-двадцатку в США, Великобритании, Мексике, Канаде, а также в топ-сорок в Австралии и Новой Зеландии. 20 ноября 2015 альбом был переиздан под названием Nick Jonas X2. В переиздание вошли три новые песни и четыре ремикса.

## Предпосылки и запись
В интервью для Rolling Stone Джонас заявил, что он намерен сосредоточиться на работе над своим сольным проектом, когда закончится тур Деми Ловато The Neon Lights Tour, где он был музыкальным и художественным руководителем. «Часть материала уже записана и готова к выпуску, — сказал он. — У меня так много идей, которые находятся в разработке и я не могу дождаться, когда смогу подробнее рассказать о моей музыке и моих следующих шагах. Я записал несколько песен и осталось лишь собрать из них композицию альбома».
«Я действительно хочу записать альбом, который отличался бы от всего, что я записывал раньше. Что-то наподобие музыки тех, кто на меня влияет: Стиви Уандера, Принса и Bee Gees», — рассказал он Time.
30 июля 2014 стало известно, что в альбоме будет дуэт Джонаса с Ловато: «Это отличная песня. Её голос просто удивителен, он идеально подходит для этой песни» — говорит Ник о дуэте. 5 сентября 2014 была объявлена дата выхода альбома и тур в его поддержку.
В интервью для Entertainment Weekly Джонас рассказал о перспективе переиздать альбом с дополнительными песнями. Он сказал: «Я чувствую, что следующим шагом будет выпуск коллекционного издания с новыми песнями или вовсе переиздание всего альбома […] Мне кажется, что я что-то упустил в альбоме, выпущенном в прошлом году».

## Синглы
«Chains» была представлена в качестве лид-сингла альбома 24 июля 2014. Автором и продюсером песни является Джейсон Эвиган, также в написании песни принимали участие Аммар Малик и Даниэль Паркер. Песня заняла 31 место в чарте US Pop Digital Songs. Клип на песню, снятый Райаном Паллотта, был выпущен 30 июля 2014. После того, как сингл был перевыпущен в январе 2015, он занял новую наивысшую позицию в Billboard Hot 100, расположившись на 13 месте. 21 июня сингл был выпущен в Великобритании.
Второй сингл альбома, «Jealous», был выпущен 7 сентября 2014. Песня написана Джонасом, Саймоном Уилкоксом и Ноланом Ламброза. 5 сентября Ник представил 30-секундный отрывок нового сингла. 6 сентября 2014 было объявлено, что фанаты могут сделать предварительный заказ альбома и получить возможность купить билет на предстоящий тур Джонаса во время предпродажи. 8 сентября 2014 сингл стал доступен для цифровой загрузки. В ноябре 2014 песня заняла 7 место в Billboard Hot 100, став самым успешным синглом Джонаса на территории США. 16 сентября 2014 состоялась премьера видеоклипа на песню. Клип был снят Питером Танни. Кроме того, в видео снялась девушка Ника Оливия Калпо. 5 апреля 2015 сингл был выпущен в Великобритании. «Jealous» занял второе место в UK Singles Chart.
21 августа 2015 в поддержку переиздания альбома состоялся релиз сингла «Levels». Клип на песню был представлен 30 августа 2015.
Несколько дней спустя, в своём аккаунте на SoundCloud Джонас представил новую песню «Area Code», клип к песне был выпущен 9 октября 2015.

## Промо и отзывы
| Совокупная оценка    | Совокупная оценка |
| Источник             | Оценка            |
| -------------------- | ----------------- |
| Metacritic           | 69/100            |
| Оценки критиков      |                   |
| Источник             | Оценка            |
| AllMusic             | [ 21 ]            |
| Alter the Press!     | 4.5/5             |
| andPOP               | 8/10              |
| Entertainment Weekly | B+                |
| Idolator             | 3.5/5             |
| Newsday              | B                 |
| PressPLAY            | [ 27 ]            |
| Rolling Stone        | [ 28 ]            |
| Slant Magazine       | [ 29 ]            |

После анонса о выпуске альбома, Джонас выступил на различных телевизионных и радиошоу с целью пиара будущего альбома. 7 октября 2014 был выпущен первый промосингл «Numb», записанный с Angel Haze. «Teacher» стала вторым промосинглом и была выпущена 14 октября 2014. Наконец, третьим промосинглом стала песня «Wilderness», которая была презентована 21 октября 2014. Также в поддержку альбома Джонас отправился в тур «Nick Jonas Live», который начинался 22 сентября 2014 в Сиэтле и заканчивался 6 ноября 2014 в Нью-Йорке.
Nick Jonas получил в целом положительные отзывы от критиков, получив 69 баллов из 100 на основе 9 рецензий. С. Томас Эрльюин из Allmusic отметил, что «в альбоме присутствует богатая мелодичная палитра, позволяющая Джонасу раскрыть свои музыкальные навыки».

## Список композиций
| №                   | Название                            | Автор(ы)                                                                   | Producer(s)         | Длительность |
| ------------------- | ----------------------------------- | -------------------------------------------------------------------------- | ------------------- | ------------ |
| 1.                  | «Chains»                            | Jason Evigan Ammar Malik Daniel Parker                                     | Evigan Nick Jonas   | 3:23         |
| 2.                  | «Jealous»                           | Jonas Simon Wilcox Nolan Lambroza                                          | Sir Nolan           | 3:43         |
| 3.                  | «Teacher»                           | Evigan Malik Parker                                                        | Evigan Jonas        | 3:19         |
| 4.                  | «Warning»                           | Bjørn Pedersen Sebastian Teigen Joseph Gil                                 | Teigen              | 3:16         |
| 5.                  | «Wilderness»                        | Ian Kirkpatrick Sam Martin Sean Douglas                                    | Kirkpatrick         | 3:47         |
| 6.                  | «Numb» (featuring Angel Haze)       | Jonas Nick Monson Mike Posner Raykeea Wilson                               | Monson              | 3:58         |
| 7.                  | «Take Over»                         | Jonas Daniel Omelio John Ryan                                              | Robopop Ryan        | 2:40         |
| 8.                  | «Push»                              | Jonas Chase Foster Daniella Mason Christopher Young Paul "Phamous" Shelton | Foster              | 3:32         |
| 9.                  | «I Want You»                        | Erik Hassle Taio Cruz Nick Ruth                                            | Ruth C. Taylor      | 3:23         |
| 10.                 | «Avalanche» (featuring Demi Lovato) | TJ Routon Whiskey Water Michel Heyaca Jonas                                | Heyaca Routon       | 3:17         |
| 11.                 | «Nothing Would Be Better»           | Jonas Kirkpatrick Sean Douglas                                             | Kirkpatrick         | 4:34         |
| Общая длительность: | Общая длительность:                 | Общая длительность:                                                        | Общая длительность: | 38:52        |

| №                   | Название                         | Автор(ы)                 | Producer(s)         | Длительность |
| ------------------- | -------------------------------- | ------------------------ | ------------------- | ------------ |
| 12.                 | «Chains (Just a Gent Remix)»     | Evigan Malik Parker      | Evigan              | 3:53         |
| 13.                 | «Santa Barbara»                  | Jonas Shelton            | Jonas               | 3:40         |
| 14.                 | «Closer» (featuring Mike Posner) | Jonas Mike Posner Monson | Monson              | 3:49         |
| Общая длительность: | Общая длительность:              | Общая длительность:      | Общая длительность: | 50:14        |

| №                   | Название                                 | Автор(ы)                                                                          | Длительность |
| ------------------- | ---------------------------------------- | --------------------------------------------------------------------------------- | ------------ |
| 15.                 | «Levels»                                 | Douglas Talay Riley Kirkpatrick Marcus Lomax Stefan Johnson Jordan Johnson Martin | 2:47         |
| 16.                 | «Area Code»                              | Jonas Kirkpatrick Julia Michaels Lambroza Douglas Wilcox                          | 2:41         |
| 17.                 | «Chains» (Remix) (featuring Jhené Aiko)  | Aiko Evigan Malik Parker Brian Warfield Mac Robinson                              | 3:23         |
| 18.                 | «Jealous» (Remix) (featuring Tinashe)    | Jonas Tinashe Lambroza Wilcox                                                     | 3:41         |
| 19.                 | «Good Thing» (with Sage the Gemini)      | Sage the Gemini Ilya Salmanzadeh Savan Kotecha Peter Svensson                     | 3:47         |
| 20.                 | «Teacher» (Young Bombs Remix Radio Edit) | Evigan Malik Parker                                                               | 3:35         |
| 21.                 | «Levels» (Alex Ghenea Radio Edit)        | Douglas Riley Kirkpatrick Lomax S. Johnson J. Johnson Martin                      | 3:14         |
| Общая длительность: | Общая длительность:                      | Общая длительность:                                                               | 73:22        |

## Чарты
| Чарт (2014-15) | Высшая позиция |
| -------------- | -------------- |
| Австралия      | 40             |
| Бельгия        | 192            |
| Канада         | 13             |
| Ирландия       | 57             |
| Мексика        | 18             |
| Новая Зеландия | 35             |
| Великобритания | 16             |
| США            | 16             |

## История релиза
| Страна         | Дата           | Издание         | Формат                     | Лейбл  | Ссылки |
| -------------- | -------------- | --------------- | -------------------------- | ------ | ------ |
| Канада         | 10 ноября 2014 | Стандарт делюкс | CD цифровая загрузка винил | Island | [ 41 ] |
| США            | 10 ноября 2014 | Стандарт делюкс | CD цифровая загрузка винил | Island | [ 42 ] |
| Великобритания | 17 июля 2015   | Стандарт делюкс | CD цифровая загрузка винил | Island | [ 43 ] |